# سنوات الضياع (مسلسل)
سنوات الضياع (بالتركية: Ihlamurlar Altında) (بالعربية: تحت أشجار الزيزفون) هو مسلسل تلفزيوني درامي اجتماعي تركي من إنتاج شركة فيلم افسار، وتم بثه على قناة كانال دي بين عامي 2005 و2007. يتألف من موسمين، واختتمت حلقاته بالحلقة الـ80 في نسخة تركية.
تم دبلجة المسلسل إلى العربية باللهجة السورية، وعرض على قناة MBC4 في الفترة من 2 فبراير إلى 25 أغسطس 2008. يعتبر هذا المسلسل الثاني الذي دبلج إلى العربية باللهجة السورية، وحقق مسلسل شهرة كبيرة جداً في ذلك الوقت، خاصة في العالم العربي.

## قصة المسلسل
قصة الجزء الأول
تدور أحداث القصة حول رفيف، شابة تعيش في حي فقير، وخطيبها يحيى، الذي يسعى جاهدًا لتأمين منزل للزواج منها. تعمل رفيف خياطة في شركة تك ستايل، حيث يتعرف عليها عمر، ابن صاحب الشركة، ويبدأ بالتقرب منها. يتصاعد الحب بين عمر ورفيف، مما يثير غيرة يحيى، الذي يتجاوز مشاعره ليصبح عنيفًا. 
مع تدهور علاقتهما، تستجيب رفيف لعرض عمر بأن تصبح وجها إعلانيا، مما يؤدي إلى مشكلات جديدة بينها وبين يحيى. بعد فترة من التوتر، يدخل يحيى السجن بسبب تصرفات متهورة، بينما يستمر عمر في دعم رفيف.
بعد أن يُفرج عن يحيى، يبدأ الانتقام من عائلة أبو شعر التي يعتبرها مسؤولة عن آلامه. تتداخل القصص بين الشخصيات، حيث تظهر علاقات جديدة مثل حب يحيى لـلميس، شقيقة عمر، وصداقات معقدة.
تسير الأمور في منحى درامي، حيث يتعرض عمر لمشكلات مالية، بينما تصارع رفيف مرضًا خطيرًا بعد اكتشاف حملها. وفي النهاية، تموت رفيف بعد ولادة ابنتها، مما يؤدي إلى إنهاء كل الصراعات التي عانت منها وتترك أثرًا كبيرا على جميع الشخصيات. 
تختتم القصة بمزيج من الحزن والأمل، حيث يقرر عمر السفر تاركًا وراءه ابنة رفيف لتربى في كنف والدتها.
قصة الجزء الثاني
تدور الأحداث حول عمر وشقيقته لميس اللذين يعودان إلى وطنهما بعد أربع سنوات من الغياب. يحملان ذكريات أليمة، حيث يحاول عمر الهروب من حبه لرفيف، بينما تسعى لميس لاستعادة أسهم الشركة التي أصبحت في يد يحيى، الذي نجح بعد أن كان فقيرًا. في هذه الأثناء، تتدخل جمانة، زوجة كمال عزو، في محاولة لجمع لميس ويحيى مرة أخرى.
تبدأ لميس بالهروب من يحيى، بسبب وعدها لوالدها الذي توفي. تتداخل قصص الحب والمشاكل، حيث يدخل تيم، رجل ثري، على خط الأحداث ويخطط لإبعاد لميس عن يحيى. تتصاعد الأحداث مع مؤامرات تيم، مما يؤدي إلى إصابة عمر ومحاولات يحيى لإنقاذه.
في النهاية، يكتشف الجميع الحب الحقيقي والتضحيات التي قدموها، ويعود الحب بين لميس ويحيى، بينما يواجه تيم عواقب أفعاله. تكتمل القصة بالزواج والسعادة، مع لمحات من الماضي وأثره على الحاضر.
تتركز القصة على الحب، الخيانة، والفداء، مع تحولات درامية تجعل الشخصيات تتطور خلال الأحداث.

## شخصيات المسلسل
| الشخصية العربية | الشخصية التركية               | الممثل            | مؤدي الصوت العربي | معلومات عن الشخصية                                                                   |
| --------------- | ----------------------------- | ----------------- | ----------------- | ------------------------------------------------------------------------------------ |
| يحيى أمين       | يلماز Yılmaz                  | بولنت إينال       | زهير درويش        | بطل المسلسل وحبيب لميس أبو شعر                                                       |
| لميس أبو شعر    | فيليز Filiz                   | توبا بويوك أوستون | أناهيد فياض       | حبيبة يحيى أمين وزوجته في نهاية المسلسل                                              |
| عمر أبو شعر     | عمر Ömer                      | سنان توزجو        | إياس أبو غزالة    | شقيق لميس أبو شعر الذي يكره يحيى ويعارض زواجه من اخته لميس                           |
| رفيف            | إيليف Elif                    | أوزغيه بوراك      | ميسون أبو أسعد    | خطيبة يحيى في البداية وتتزوج عمر أبو شعر فيما بعد ثم تموت بعد أن تلد رفيف الطفلة     |
| فريدة / سويم    | فريدة / أوزليم Feride / Özlem | إيرم آلتوغ        | نسرين الحكيم      | راقصة فقدت ذاكرتها ويحبها عمر أبو شعر بعد وفاة زوجته رفيف                            |
| تيم عباس        | جِم Cem                        | جينك أيرتان       | سامر رضوان        | صاحب شخصية سادية يفرض نفسه صديقاً على عائلة أبو شعر ويحاول سرقة حب لميس من يحيى       |
| سحر             | آسلي Aslı                     | زينب بشرلير       | رغداء شعراني      | مهندسة شركة عائلة أبو شعر تتعرف على يحيى فيما بعد وتفرض حبها عليه                    |
| هالة أبو شعر    | هاندان Handan                 | بيلور كالك أفان   | نجوى علوان        | هي أم عمر ولميس أبو شعر وترفض حب ابنتها ليحيى لكرهها له لشراءه لاسهم شركتهم تك ستايل |
| مدام مفيدة      | موجغان Müjgan                 | نور سورر          | رنا جمول          | أم رفيف وحماة عمر أبو شعر                                                            |
| أكرم            | أكرم Ekrem                    | آيبرك بيكجان      | بسام داود         | صديق يحيى المقرب وذراعه الأيمن في شركات صادق عزو                                     |
| صالح            | صالح Salih                    | أركان بيكتاش      | وضاح حلوم         | صديق يحيى وزوج أخته ويقوم برعاية أحمد ابن فخرية من زوجها الأول جميل                  |
| فخرية           | فخرية Fahriye                 | دريا درماز        | زينة ظروف         | أخت يحيى                                                                             |
| علي             | علي Ali                       | يلدريم بيازت      | حسام الشاه        | أحد أبناء حارة يحيى الفقيرة ومن أصدقاء يحيى وزوج سمر                                 |
| سمر             | سما Sema                      | أيفريم ألاسيا     | لويز عبد الكريم   | زوجة علي التي لا تنجب                                                                |

## البث
| الدولة                   | القناة الباثة  | التاريخ                | الرابط على القناة |        |
| ------------------------ | -------------- | ---------------------- | ----------------- | ------ |
| المغرب                   | دوزيم          | 2008 و2009             | دوزيم             |        |
| السعودية                 | إم بي سي 4     | 2 فبراير-25 أغسطس 2008 |                   |        |
| تركيا                    | كانال دي       | 2006 و2007             |                   |        |
| مصر                      | الحياة مسلسلات | 2009 و2010             | ــــــ            |        |
| السعودية                 | إم بي سي 4     | 2011                   | ــصــــ           |        |
| الإمارات العربية المتحدة | إنفينتي        | 2011                   | ــــــ            |        |
| مصر                      | time turkey    | 2013و2014              |                   | ــــــ |
| تونس                     | قناة نسمة      | 2016                   |                   | ــــــ |
| السعودية                 | روتانا دراما   | 2018                   |                   | ــــــ |
| مصر                      | ميكس وان       | 2023                   |                   |        |

## وصلات خارجية
- سنوات الضياع على موقع IMDb (الإنجليزية)
- سنوات الضياع على موقع كينوبويسك (الروسية)
- سنوات الضياع على موقع قاعدة بيانات الفيلم (الإنجليزية)